# Первомайське сільське поселення (Воткінський район)
Первома́йське сільське поселення — колишнє муніципальне утворення в складі Воткінського району Удмуртії, Росія. Адміністративний центр — село Первомайський.
Ліквідоване 25 червня 2021 року через переформування муніципального району на муніципальний округ.
Населення становить 1677 осіб (2019, 1716 у 2010, 1731 у 2002).

## Склад
В склад поселення входять такі населені пункти:
| Населений пункт       | Населення, осіб (2002) | Населення, осіб (2010) |
| --------------------- | ---------------------- | ---------------------- |
| Дрьомино, присілок    | 8                      | 7                      |
| Калиновка, присілок   | 2                      | 3                      |
| Первомайський, село   | 1476                   | 1471                   |
| Черепановка, присілок | 245                    | 235                    |

## Господарство
В поселенні діють школа, садочок, бібліотека, 2 клуби, лікарня, фельдшерсько-акушерський пункт. Серед підприємств працює Первомайське відділення ТОВ «Фенікс».